# تعلم متحد
التعلم المُتَّحِد أو التعلم المُوَحَّد هو أسلوب تعلم آلة يقوم بتدريب الخوارزمية عبر جلسات مستقلة متعددة، يستخدم كل منها مجموعة بيانات خاصة. ويتناقض هذا النهج مع تقنيات تعلم الآلة المركزية التقليدية التي تدمج مجموعات البيانات المحلية في جلسة تدريبية واحدة، وكذلك مع الأساليب التي تفترض أن عينات البيانات المحلية موزعة توزعًا متماثلًا.
يمكّن التعلم المُتَّحِد الجهات الفاعلة المتعددة من بناء نموذج مشترك وقوي لتعلم الآلة دون مشاركة البيانات، وبذلك يأخذ القضايا الحرجة بعين الحسبان مثل خصوصية البيانات وأمن البيانات وحقوق الوصول إلى البيانات والوصول إلى البيانات غير المتجانسة. تُستخدم تطبيقاتها في الصناعات بما في ذلك الدفاع والاتصالات وإنترنت الأشياء والأدوية. السؤال الرئيس المفتوح هو متى/ما إذا كان التعلم المتحد أفضل من تعلم البيانات المجمعة. ثمة سؤال مفتوح آخر يتعلق بمصداقية الأجهزة وتأثير العناصر الخبيثة على النموذج المُتعَلّم.